# Койн, Том
Том Койн (англ. Tom Coyne; 10 декабря 1954, Элизабет, Нью-Джерси, США — 12 апреля 2017) — американский музыкальный мастеринг-инженер. Лауреат премии Грэмми и других наград.

## Биография
См. также «Tom Coyne Biography» в английском разделе.

## Награды и номинации
Являлся обладателм четырёх премий Грэмми и одной Latin Grammy Award, а также более 35 других наград.

### Grammy Awards
| Год  | Номинируемая работа                       | Категория          | Результат |
| ---- | ----------------------------------------- | ------------------ | --------- |
| 2010 | I Am... Sasha Fierce                      | Album of the Year  | Номинация |
| 2012 | 21                                        | Album of the Year  | Победа    |
| 2013 | «We Are Never Ever Getting Back Together» | Record of the Year | Номинация |
| 2014 | Red                                       | Album of the Year  | Номинация |
| 2015 | Beyoncé                                   | Album of the Year  | Номинация |
| 2015 | In the Lonely Hour                        | Album of the Year  | Номинация |
| 2015 | «Shake It Off»                            | Record of the Year | Номинация |
| 2015 | «Stay with Me (Darkchild Version)»        | Record of the Year | Победа    |
| 2016 | «Blank Space»                             | Record of the Year | Номинация |
| 2016 | «Can’t Feel My Face»                      | Record of the Year | Номинация |
| 2016 | «Uptown Funk»                             | Record of the Year | Победа    |
| 2016 | 1989                                      | Album of the Year  | Победа    |
| 2016 | Beauty Behind the Madness                 | Album of the Year  | Номинация |
| 2017 | 25                                        | Album of the Year  | Победа    |
| 2017 | Purpose                                   | Album of the Year  | Номинация |
| 2017 | «Hello»                                   | Record of the Year | Победа    |
| 2017 | «7 Years»                                 | Record of the Year | Номинация |

### Latin Grammy Awards
| Год  | Номинируемая работа  | Категория          | Результат |
| ---- | -------------------- | ------------------ | --------- |
| 2009 | Ciclos               | Album of the Year  | Номинация |
| 2012 | Independiente        | Album of the Year  | Номинация |
| 2012 | Déjenme Llorar       | Album of the Year  | Номинация |
| 2013 | Corazón Profundo     | Album of the Year  | Номинация |
| 2013 | «Vivir Mi Vida»      | Record of the Year | Победа    |
| 2014 | 3.0                  | Album of the Year  | Номинация |
| 2014 | Más Corazón Profundo | Album of the Year  | Номинация |
| 2015 | Creo en Mí           | Album of the Year  | Номинация |
| 2015 | Sirope               | Album of the Year  | Номинация |
| 2016 | «Duele el Corazón»   | Record of the Year | Номинация |
| 2016 | Conexión             | Album of the Year  | Номинация |